# José Perdomo
José Batlle Perdomo Teixeira (Salto, 5 de enero de 1965) es un exfutbolista uruguayo. Jugaba de centrocampista y pertenecía a la brillante generación uruguaya que destacó a finales de los ochenta y principio de los noventa que desembarcaron en la liga italiana, considerada la más importante del mundo en aquellos momentos.
Se destacó durante toda su carrera por su excelente pegada de afuera del área y de tiro libre, así como su personalidad y su pierna fuerte.
Actualmente entrena a las juveniles de Peñarol, saliendo campeón con la 4ta División y con la 6ta División, esta última en el año 2013.
Cabe señalar que entre febrero de 2012 y marzo de 2014, el Chueco incursionó en la Liga Universitaria de Deportes del Uruguay —principal liga de fútbol amateur del país— dirigiendo al ascendente equipo de Elbio Fernández. En ese tiempo obtuvo dos títulos de campeón, de la divisional D en 2012 y de la divisional C en 2013.

## Trayectoria
Perdomo debutó como profesional en el mítico Peñarol de Montevideo en 1983, equipo con el que saldría campeón de la Copa Libertadores en 1987, y del campeonato local en tres oportunidades. 
Fue el capitán de la selección Uruguaya que ganó la copa América 1987 jugada en Argentina. En ese equipo compartió plantel con grandes figuras uruguayas como Enzo Franescoli, Antonio Alzamendi y Pablo Bengoechea.
También fue parte de la selección que jugó el mundial Italia 90 dónde fue titular en los 4 partidos jugados por Uruguay.
Su buen juego, su habilidad a balón parado no pasaron desapercibidos por lo ojeadores europeos y fue fichado en 1989 por el Genoa, que acababa de volver a primera división.
El Genoa de Franco Scoglio había ganado el ascenso a la Serie A al ganar el campeonato. El presidente Spinelli apostó por tres jugadores uruguayos identificados con Peñarol, José Perdomo, Rubén Paz y "Pato" Aguilera. Los tres futbolistas eran representados por Francisco “Paco” Casal, quien en esa época lograría concretar algunos de los pases más importantes de jugadores uruguayos al fútbol italiano.
Perdomo dejó el equipo después de la primera temporada y fue cedido a mediado de la siguiente temporada al Real Betis Balompié, siendo recordado porque debutó en un derbi contra el Sevilla y marcó un espectacular gol de libre directo por toda la escuadra, en un partido en que el Betis cayó derrotado por 3-2. 
A final de temporada el equipo descendió Perdomo dejó al equipo verdiblanco para ingresar las filas del Gimnasia y Esgrima La Plata de la liga argentina donde estuvo una temporada, marcada a fuego por un hito inédito: el 5 de abril de 1992 fue el autor del llamado Gol del terremoto, un gol cuyo festejo quedó registrado en el sismógrafo platense, ubicado a unos cuatrocientos metros del estadio. El inusual fenómeno se originó a raíz del festejo de la hinchada de Gimnasia en un partido frente a Estudiantes de La Plata. El gol convertido a los 9 minutos del segundo tiempo fue bautizado como el "gol del terremoto".
Regresó a Peñarol en 1993 donde fue campeón uruguayo, jugando hasta 1994. Su retirada deportiva fue defendiendo los colores de Basáñez. Como entrenador comenzó su carrera en Villa Española. Luego tuvo una destacada actuación al mando de Tacuarembó Fútbol Club y también con Racing de Montevideo.

### Retiro y años posteriores
Tras su retiro como jugador profesional José Perdomo comenzó a desempeñarse como técnico y entrenador, dando sus primeros pasos en este rol en el año 2000 en el Club Social y Deportivo Villa Española. Luego pasaría a dirigir con mucho éxito al Tacuarembó Fútbol Club durante el año 2002, para posteriormente destacarse como técnico en el Racing Club de Montevideo durante el 2004.
Más adelante pasaría a trabajar con distintos cargos técnicos en diversas categorías inferiores del Club Atlético Peñarol. En el club aurinegro ha sido técnico de juveniles, realizó un interinato en Primera División, fue técnico de preséptima y se destacó como scouter de captación de nuevos futbolistas. Entre otros nombres destacados, ha dirigido a Federico “Pajarito” Valverde, Diego Rossi, Santiago Bueno, Brian Rodríguez y Agustín “Canario” Álvarez.

## Clubes

### Como jugador
| Club                     | País       | Año       |
| ------------------------ | ---------- | --------- |
| Peñarol                  | Uruguay    | 1983-1989 |
| Genoa                    | Italia     | 1989-1990 |
| Coventry City (cedido)   | Inglaterra | 1990      |
| Real Betis               | España     | 1990-1991 |
| Gimnasia y Esgrima L. P. | Argentina  | 1991-1992 |
| Peñarol                  | Uruguay    | 1993-1994 |
| Basáñez                  | Uruguay    | 1995      |

### Como entrenador
| Club           | País    | Año  |
| -------------- | ------- | ---- |
| Villa Española | Uruguay | 2000 |
| Tacuarembó     | Uruguay | 2002 |
| Racing         | Uruguay | 2004 |

### Participaciones con la selección

#### Participaciones en Copa América
| Copa América      | Sede      | Resultado |
| ----------------- | --------- | --------- |
| Copa América 1987 | Argentina | Campeón   |

#### Participaciones en Copas del Mundo
| Mundial              | Sede   | Resultado        |
| -------------------- | ------ | ---------------- |
| Copa Mundial de 1990 | Italia | Octavos de final |

## Palmarés

### Torneos nacionales
| Título              | Club    | País    | Año  |
| ------------------- | ------- | ------- | ---- |
| Campeonato Uruguayo | Peñarol | Uruguay | 1985 |
| Campeonato Uruguayo | Peñarol | Uruguay | 1986 |
| Campeonato Uruguayo | Peñarol | Uruguay | 1993 |

### Torneos internacionales
| Título            | Club (*) | País    | Año  |
| ----------------- | -------- | ------- | ---- |
| Copa América      | Uruguay  | Uruguay | 1987 |
| Copa Libertadores | Peñarol  | Uruguay | 1987 |